# Naurath (Wald)

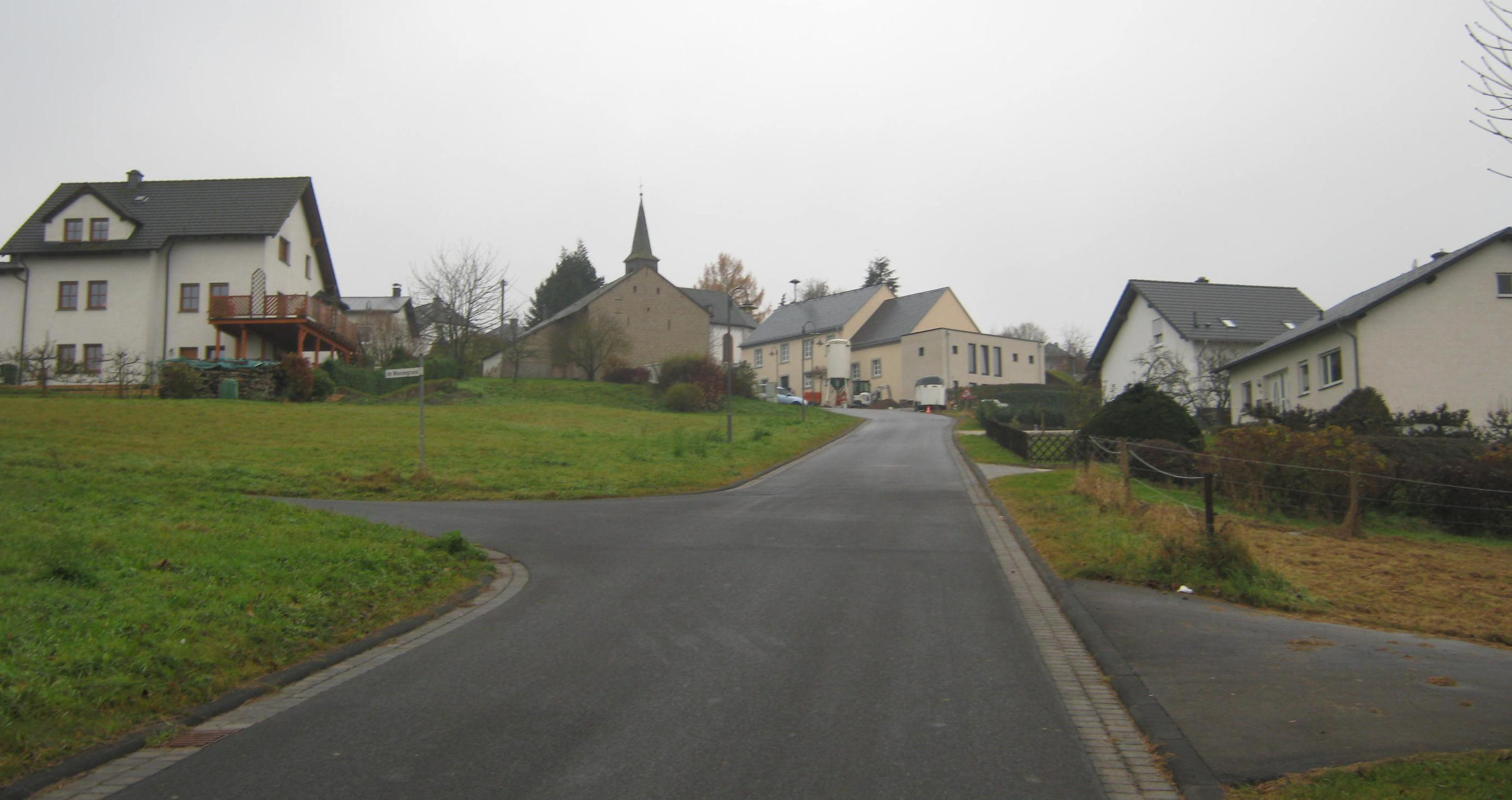
Ortsmitte

Naurath (Wald) ist eine Ortsgemeinde im Landkreis Trier-Saarburg in Rheinland-Pfalz. Sie gehört der Verbandsgemeinde Hermeskeil an.

## Geographische Lage
Der Ort oberhalb des Tales der Kleinen Dhron liegt elf Kilometer südöstlich von Schweich und 13 Kilometer östlich von Trier. Südlich des Ortes befindet sich der Naturpark Saar-Hunsrück. Naurath ist durch die Landesstraße 148 über die Anschlussstelle Mehring an die in unmittelbarer Nähe verlaufende Bundesautobahn 1 angeschlossen.
Nachbargemeinden sind Detzem, Büdlich, Breit, Schönberg, Bescheid und Mehring.
Ortsteile der Gemeinde sind Naurath, Unternaurath, die ehemalige Naurather Mühle (Steinesmühle, Robertsmühle, heute Restaurant Rüssels Landhaus St. Urban) und die Häuser bei Büdlicherbrück.

## Geschichte
Im Urbar der Reichsabtei St. Maximin (um 1220/30, mit Zusätzen aus dem 15. Jahrhundert) ist Naurath unter dem Namen  Nuwilre („neuer Weiler“) eingetragen, mit vierundzwanzig abgabe- und dienstpflichtigen Höfen (mansi), zwei Mühlen (molendina), zwei Äckern (culturae) von 33 Joch und einer Weide von 6 Joch,:445 f. außerdem einem halben Hof der Äbtissin Hadewidis von Neumünster.:470 f.
Bevölkerungsentwicklung
Die Entwicklung der Einwohnerzahl der Gemeinde Naurath (Wald), die Werte von 1871 bis 1987 beruhen auf Volkszählungen:
| Jahr | Einwohner |
| ---- | --------- |
| 1815 | 219       |
| 1835 | 250       |
| 1871 | 259       |
| 1905 | 257       |
| 1939 | 225       |

| Jahr | Einwohner |
| ---- | --------- |
| 1950 | 218       |
| 1961 | 223       |
| 1970 | 204       |
| 1987 | 163       |
| 1993 | 172       |

| Jahr | Einwohner |
| ---- | --------- |
| 1999 | 182       |
| 2005 | 226       |
| 2011 | 232       |
| 2017 | 219       |
| 2024 | 245       |

## Politik

### Gemeinderat
Der Ortsgemeinderat in Naurath besteht aus sechs Ratsmitgliedern, die bei der Kommunalwahl am 9. Juni 2024 in einer Mehrheitswahl gewählt wurden, und dem ehrenamtlichen Ortsbürgermeister als Vorsitzendem.

### Bürgermeister
Dirk Nabakowski wurde am 20. August 2019 Ortsbürgermeister von Naurath. Bei der Direktwahl am 26. Mai 2019 war er mit einem Stimmenanteil von 97,71 % gewählt worden. Bei der Direktwahl am 9. Juni 2024 wurde er als einziger Bewerber mit 80,6 % für weitere fünf Jahre in seinem Amt bestätigt.
Sein Vorgänger Werner Weber hatte das Amt 35 Jahre ausgeübt.

### Wappen
| Wappen von Naurath | Blasonierung: „Von Blau und Gold gespalten, vorn drei goldene Ähren, hinten zwei rote Balken.“ |
| Wappen von Naurath |                                                                                                |

## Kultur und Sehenswürdigkeiten

### Bauwerke
- Katholische Filialkirche St. Walburga und St. Quirin
- Felsenkapelle

### Regelmäßige Veranstaltungen
Kirmes im Mai, Sommerfest der Freiwilligen Feuerwehr im Juli.

## Wirtschaft
Westlich des Ortes befindet sich der Windpark Mehringer Höhe der juwi Holding AG mit 16 Windenergieanlagen auf den Gemarkungen Mehring (10 Anlagen), Naurath (3) und Bescheid (3).